# (3617) Eicher
(3617) Eicher ist ein Asteroid des Hauptgürtels, der am 2. Juni 1984 vom US-amerikanischen Astronomen Brian A. Skiff an der Anderson Mesa Station (IAU-Code 688) des Lowell-Observatoriums in Coconino County entdeckt wurde.
Benannt wurde der Asteroid nach dem US-amerikanischen Hobbyastronomen und Herausgeber der Magazine Astronomy und Deep Sky David J. Eicher (* 1961), der auch mehrere Bücher über den Amerikanischen Bürgerkrieg verfasste.